# Euergides-Maler

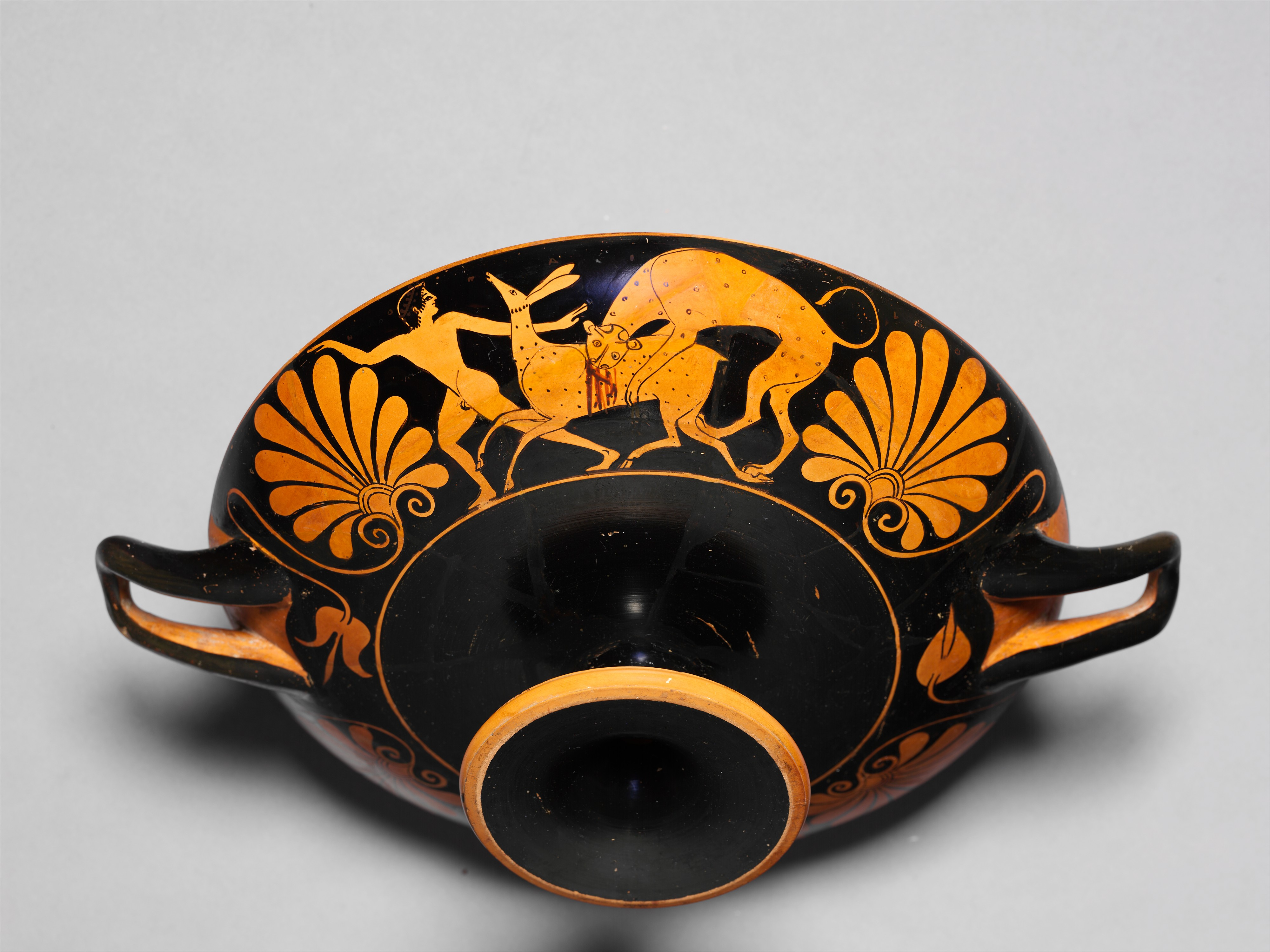
Panther greift Rehkitz und Jungen an; Metropolitan Museum of Art

Der Euergides-Maler war ein griechischer Vasenmaler, der gegen Ende des 6. Jahrhunderts v. Chr. in Athen tätig war.
Der Euergides-Maler gehörte zu den relativ frühen rotfigurigen Schalenmalern. Seine Schaffenszeit wird etwa in den Zeitraum 515 bis 500 v. Chr. angesetzt. Er gilt als zweitrangiger Vasenmaler, war aber recht produktiv; ihm werden heute etwa 150 Vasen und Vasenfragmente zugewiesen. Sein Name ist nicht überliefert, weshalb ihn John D. Beazley, der seine künstlerische Handschrift innerhalb des großen überlieferten Korpus antiker bemalter Keramik erkannt und definiert hat, mit einem Notnamen unterscheidbar gemacht hat. Diesen erhielt er nach mehreren Namenvasen, die alle vom Töpfer Euergides signiert wurden. Er hat zudem mindestens für einen weiteren Töpfer, Chelis gearbeitet, möglicherweise für noch weitere Töpfer.
Der Euergides-Maler verzierte seine Vasen vor allem mit Genrebildern: Szenen aus dem Sport, Bildern von Pferden und Gespannen sowie Komos- und Symposionszenen. Hinzu kamen mythologische Bilder aus den Sagenkreisen um Herakles, Theseus, Peleus und Thetis sowie die von Exekias in die Vasenmalerei eingeführte und literarisch nicht überlieferte Szene, die Achilleus und Ajax beim Brettspiel zeigt. Beide Sphären werden durch Bilder mit dionysischen Inhalten verbunden. Fabelwesen wie Greife, Sphingen und Pegasi setzt er neben die Schalenhenkel. Bei der Wahl seiner Bildthemen erinnerte er an den Meister Epiktet, mit dem er auch zwei gemeinsame Schalen verziert hatte. Während Epiktet die schwarzfigurigen Tondi, das Schaleninnere bemalte, verzierte der Euergides-Maler die Außenseiten. Zudem verwenden beide häufig den Namen Hipparchos als Lieblingsnamen.

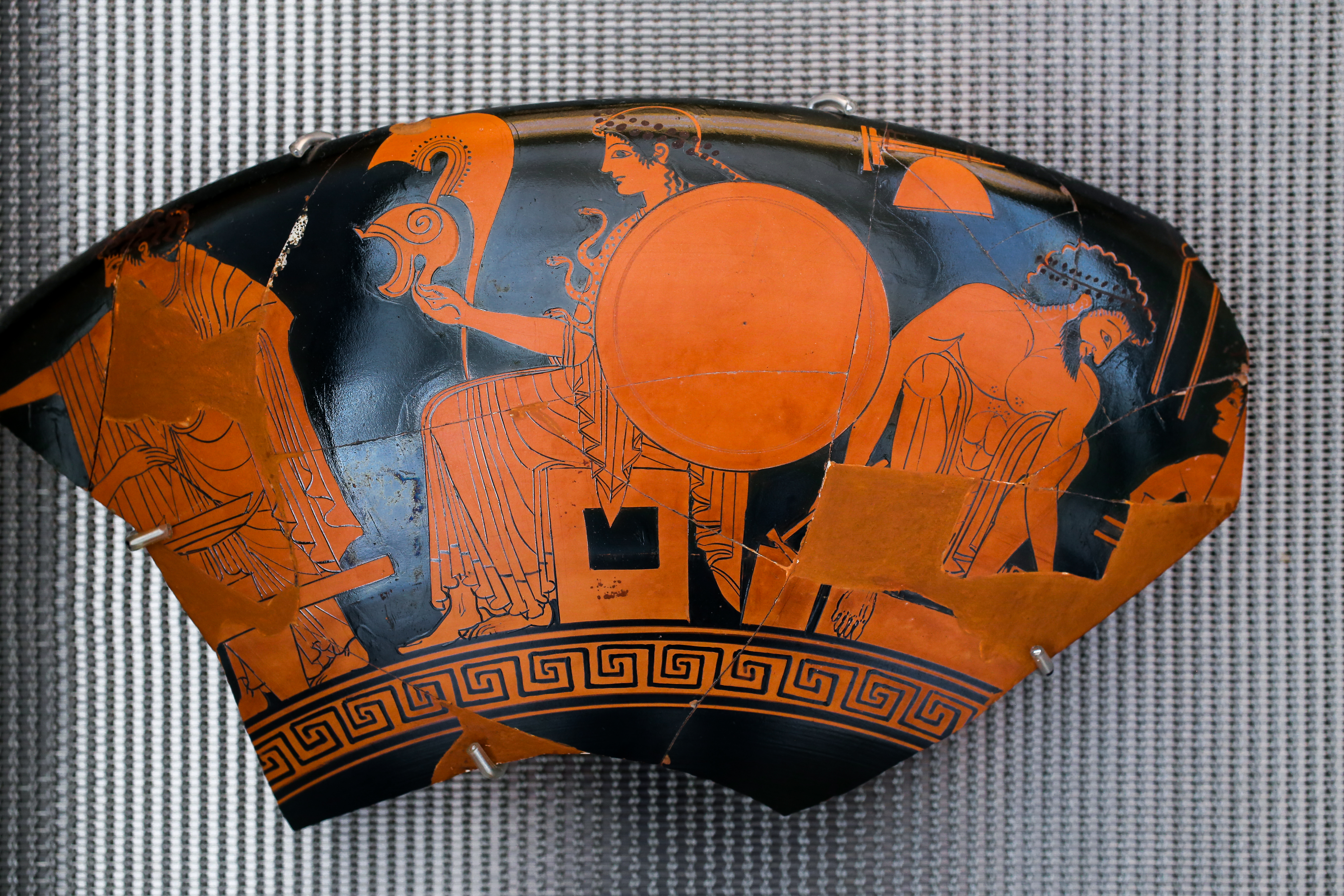
Schale im Archäologischen Nationalmuseum von Athen: Töpfer – Athene – Metallarbeiter

Der Euergides-Maler hat mehrere besonders auffällige Werke verziert. Dazu gehört möglicherweise eine Schale, die als Weihgabe auf der Akropolis von Athen gefunden wurde. Auf ihr waren die Figuren – Männer und Pferde – als Tonrelief herausgearbeitet, die Details in rotfiguriger Technik gehalten. Seine Beteiligung an zwei ungewöhnlichen halbzylindrischen Ständern, die etruskische Vorbilder imitieren und wohl vom Sikanis-Töpfer geschaffen wurden, ist unsicher, sie werden zumindest einem in der Art des Euergides-Maler arbeitenden Künstler zugewiesen. Handwerklichen Stolz zeigt eine Schale, die neben einer thronenden Athene links einen Töpfer und rechts einen Metallarbeiter bei der Arbeit zeigt. Diese nur fragmentiert erhaltene Schale gilt gemeinhin als beste Arbeit des Euergides-Malers. Sie ist zudem ein Indiz dafür, dass Werkstätten des Kerameikos von Athen möglicherweise nicht nur auf einen handwerklichen Zweig beschränkt sein mussten, zumal Töpfer und Metallarbeiter zum Teil dieselbe Infrastruktur brauchten und deshalb ohnehin nebeneinander im Töpferviertel arbeiteten.
Innerhalb der Gruppe der frühen rotfigurigen Vasenmaler ist der Euergides-Maler einer der späteren, es sei denn, bei den Werken, die dem Delos-Maler zugeschrieben werden, handelt es sich, wie manche Forscher annehmen, in Wirklichkeit um das Frühwerk des Euergides-Malers. Anders als der Delos-Maler und andere Vasenmaler wie der Bowdoin-Augen-Maler oder der Scheurleer-Maler bemalte er seine Schalen nicht bilingual und er bemalte auch keine Augenschalen. Die Qualität seiner Vasen ist nicht mit denen der besten Vasenmaler der Zeit vergleichbar, zudem schwankt die Qualität seiner Arbeiten beträchtlich. Manche seiner Bilder wirken wie ohne Geschick ausgeführte Kopien der Werke besserer Maler, andere Bilder – vor allem der Genrethemen – sind oft sorgfältige Repliken. Seine Zeichnungen sind oft nachlässig, so scheinen oft die Körperkonturen der Vorzeichnungen durch die Gewänder, zudem fehlen oft Details wie Ohren oder Hände, die scheinbar vergessen wurden. Ein etwa zeitgleicher Nachahmer des Epiktet war der künstlerisch noch etwas schwächere Epeleios-Maler.

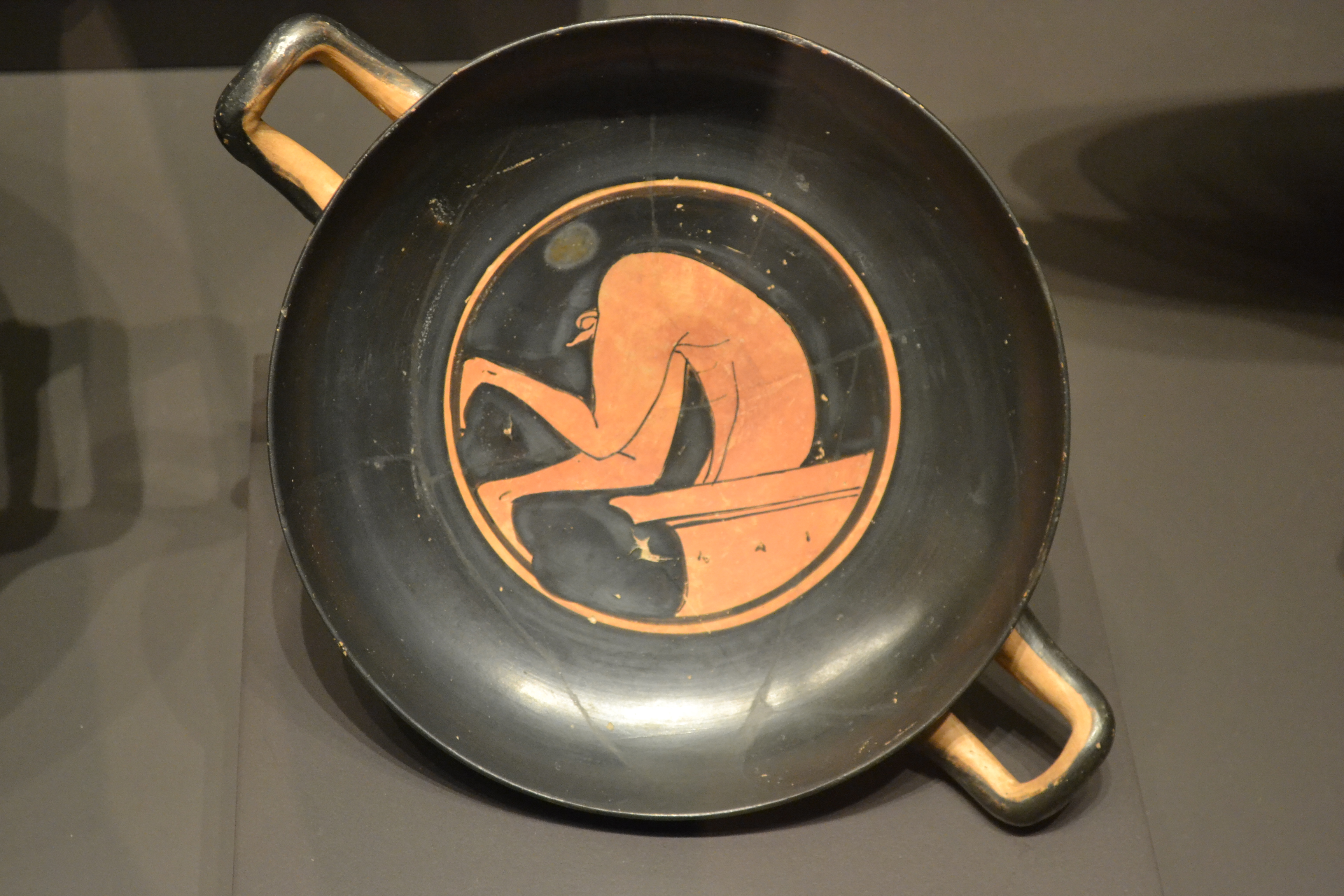
Nackter Mann fällt in ein großes Weinvorratsgefäß; Museo Arqueológico Nacional de España, um 500 v. Chr.

Der Euergides-Maler verwendete mehrfach Beischriften, neben Lieblingsinschriften zum Teil auch eher ungewöhnliche Wortbeiträge. Auf einer Vase schreibt er etwa paidikos, im Kontext der Vase bedeutet es wohl nicht kindisch, sondern knabenhaft. Die Deutung des Paidikos als Töpfer ist umstritten. Auf einer anderen Vase grüßt er mit prosagoreup – ich grüße [dich]. Diese Beischriften setzen ihn in einen Zusammenhang zur Gruppe der Paidikos-Alabastra, auf denen sich ebensolche Beischriften finden und von denen mehrere von einem Maler, der dem Euergides-Maler sehr nahekommt, aber qualitativ besser war, bemalt wurden, der nach dem Töpfer der Alabastra, Pasiades, Pasiades-Maler genannt wird. Mit diesem und weiteren Vasen wurde auch ein Umkreis beziehungsweise eine Schule des Euergides-Malers definiert, in der Werke aus dem Umfeld des Vasenmalers gesammelt werden.